# Oxyopes pallidecoloratus
Oxyopes pallidecoloratus là một loài nhện trong họ Oxyopidae.
Loài này thuộc chi Oxyopes. Oxyopes pallidecoloratus được Embrik Strand miêu tả năm 1906.